# Gmina Jefferson (hrabstwo Buchanan)

Położenie Gminy Jefferson w hrabstwie Buchanan

Gmina Jefferson (ang. Jefferson Township) – gmina w USA, w stanie Iowa, w hrabstwie Buchanan. Według danych z 2000 roku gmina miała 726 mieszkańców.